# Edinburgh-Palais
Das im Stil der Neorenaissance gestaltete Edinburgh-Palais am Coburger Schlossplatz schließt in idealer Weise das Ensemble historischer Gebäude zwischen Landestheater und den Arkaden des Hofgartens mit seinem Ehrenmal. Genau gegenüber von Schloss Ehrenburg gelegen, stellt das Edinburgh-Palais, ehemals „Wangenheimsches Palais“ genannt, eine Meisterleistung des Baumeisters Georg Konrad Rothbart dar. 1865 erwarb es Alfred, der Sohn der Königin Victoria von Großbritannien, und nutzte es als Wohnsitz. Heute gehört das Palais der Industrie- und Handelskammer zu Coburg.

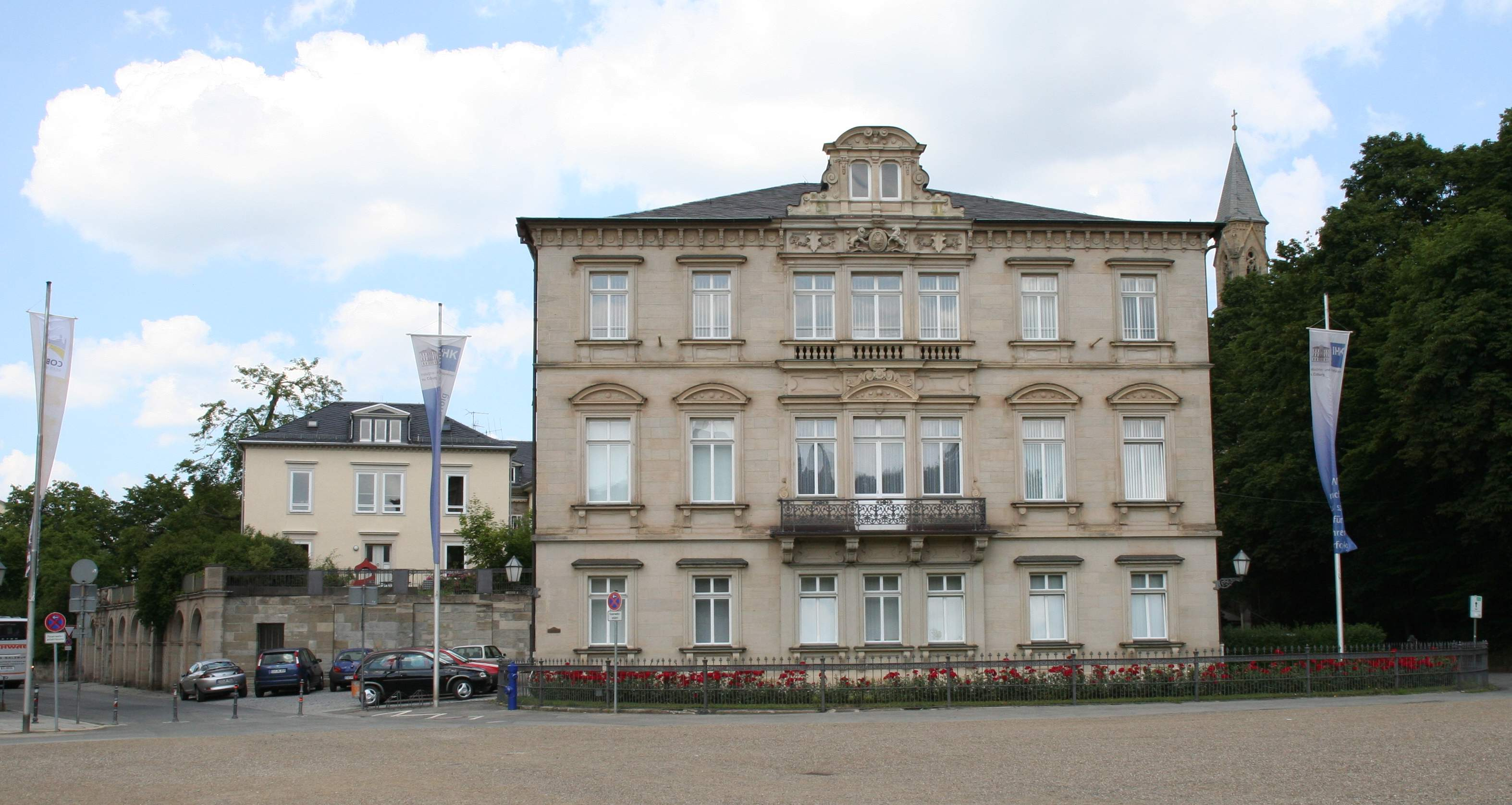
Palais Edinburgh

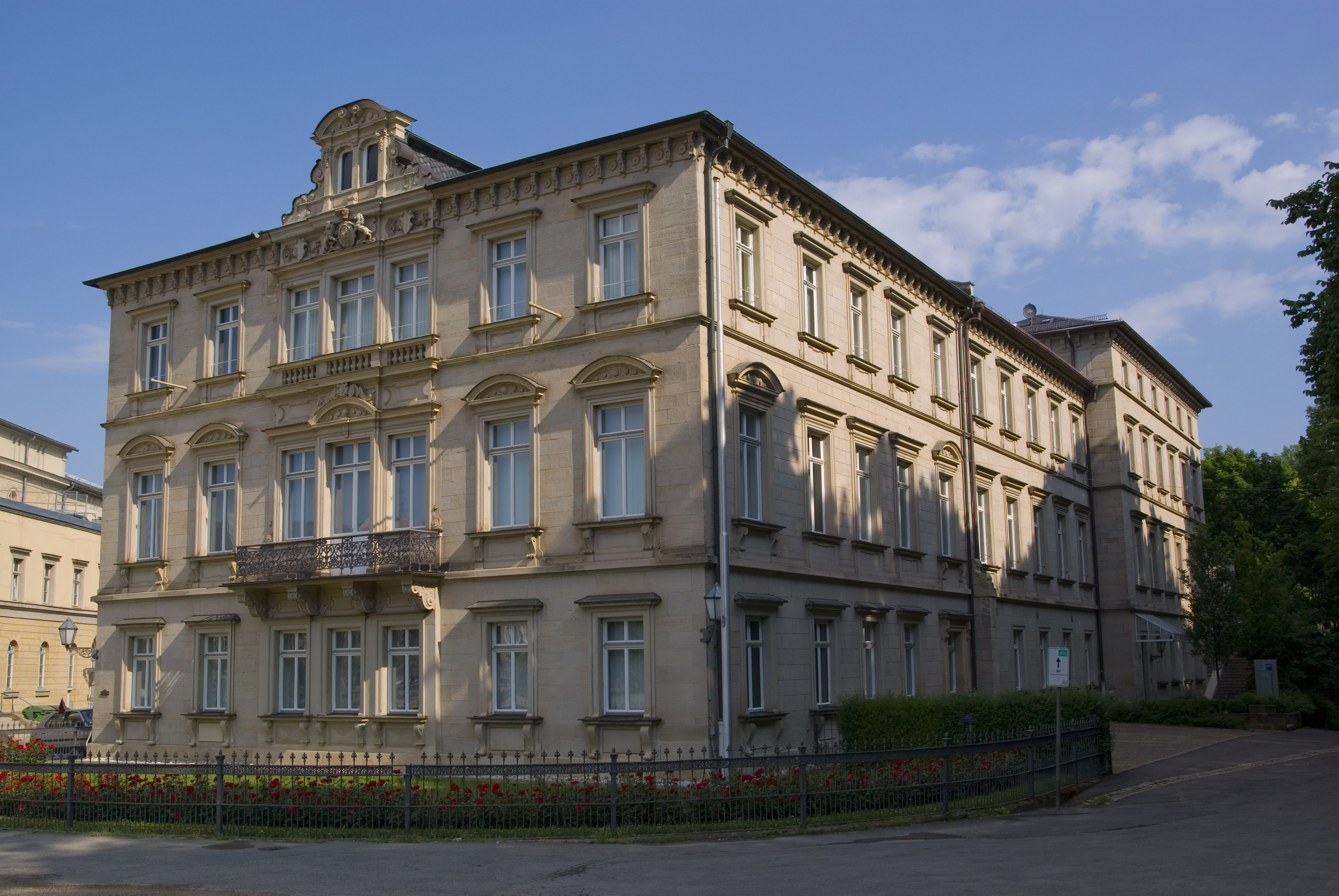
Palais Edinburgh von Allee aus gesehen

## Geschichte
Karl August Freiherr von Wangenheim ließ 1845 bis 1846 an der Nordseite des Coburger Schlossplatzes zwischen Allee und Oberer Bürglaß im Stil des italienischen Frühmanierismus ein zweigeschossiges Palais errichten,  dessen Schauseite zum Schloss Ehrenburg zeigt. Es diente dem Freiherrn nur vier Jahre als Wohnsitz, er starb 1850. Zeitgleich entstand auf dem nördlichen Nachbargrundstück eine Villa für den Staatsrat und Kammerherrn Emil Freiherr von Pawel-Rammingen, die später Kyrill-Palais genannt wurde. Deren Zugang vom Oberen Bürglaß her wird von einem kleinen Sandsteinportal aus der Werkstatt Soldatis aus dem Jahr 1739 geschmückt, das  von einem Abbruchhaus in der Spitalgasse stammte. Nach Wangenheims Tod fiel das Palais an die herzogliche Familie.
Im September 1865 erwarb der britische Prinz Alfred von Edinburgh das Anwesen und beauftragte den in Coburg bekannten Baumeister Georg Konrad Rothbart, das Palais im Stil der Neurenaissance zu modernisieren. Es erhielt ein drittes Geschoss, einen vorgetäuschten Mittelrisalit und einen aufgesetzten Zwerchgiebel mit einem kleinen Obelisken. Das erste Stockwerk mit den Repräsentationsräumen betont seine Funktion als Beletage durch Flachbogengesimse über den Fenstern und dem Balkon. Der Umbau des Gebäudes wurde 1866 abgeschlossen. Es stand dann als schlossnahes Gästehaus zur Verfügung.
1881 stand der nächste Umbau des Palais an. Prinz Alfred und seine Familie waren als neue Bewohner angekündigt. Er sollte die Nachfolge seines kinderlos gebliebenen Onkels Ernst II. antreten. Das Palais wurde durch den Architekten Hans Rothbart mit einem viergeschossigen Ostflügel an der Allee erweitert; die Wohnfläche wurde damit um mehr als ein Drittel vergrößert.
Für Prinz Alfred, seine Frau Maria Alexandrowna Romanowa und ihre fünf Kinder waren das Palais und die benachbarte Villa bis zum Tode Ernsts II. im Jahr 1893 Heimstatt, lange genug, um es im allgemeinen Coburger Sprachgebrauch zum „Edinburgh-Palais“ oder „Palais Edinburgh“ bzw. „Villa Edinburgh“ werden zu lassen.
Das Edinburgh-Palais stand nicht lange leer. Herzog Alfred starb nach nur siebenjähriger Regentschaft im Jahr 1900 ohne Nachfolger, sein Erstgeborener war 1899 nach einem Selbsttötungsversuch an den Folgen einer Schussverletzung ums Leben gekommen und die Herzogswitwe Maria bezog wieder ihr altes Domizil. Sie lebte dort bis zu ihrem Tod 1920. Durch Erbteilung ging das Palais 1921 an ihre drittälteste Tochter Alexandra, Fürstin von Hohenlohe-Langenburg und deren Mann Ernst. Die Villa bekam Victoria Melita und deren Mann, der Großfürst Kyrill. Beide bewohnten das nun „Villa Kyrill“ genannte Anwesen zeitweise bis zu Beginn des Zweiten Weltkriegs. Alexandra und Ernst von Hohenlohe-Langenburg verkauften 1939 das Palais an die Industrie- und Handelskammer zu Coburg für 60.000 Reichsmark.
1945 beschlagnahmte die amerikanische Militärverwaltung das Palais und nutzte es zunächst als Bürogebäude, dann bis 1952 als Amerika-Haus, ein Kulturzentrum für Vorträge und Veranstaltungen. Auch eine Bibliothek mit amerikanischer Literatur war dort untergebracht.

## Heutige Nutzung
Das Palais ist seit 1952 wieder Sitz der Industrie- und Handelskammer zu Coburg. Von der ehemals reichen Innenausstattung blieben in einem Erdgeschossraum des Hauptgebäudes lediglich die mit Farbe überstrichene Wandbekleidung aus gestanztem Leder und die Stuckdecke sowie im Ostflügel in einigen Räumen des ersten Stocks Schnitzereien von Wand- und Deckentäfelungen. Dort war zeitweilig das staatliche Schulamt untergebracht. Das Äußere des Palais blieb seit 1881 unverändert. Nur der Obelisk auf dem Zwerchgiebel ist verschwunden, eine Kleinigkeit, die jedoch die ganze Harmonie der Frontseite empfindlich stört, da so der Zwerchgiebel das Walmdach nicht mehr überragt. Im Jahr 2009 wurde im Rahmen einer Gesamtsanierung ein neuer Eingang hin zum Schlossplatz geschaffen.